# Бранка Блек Роуз
Бранка Милијанчевић (Шабац, 27. децембар 1972), позната под псеудонимом Бранка Блек Роуз (енгл. Branka Black Rose), је стриптизета из Србије. Професионално се бави стриптизом од 1999. године.

## Биографија
Године 2001. Милијанчевићева је отворила школу мушко-женског стриптиза и тим поводом наводно гостовала у емисијама телевизија „Би-Би-Си“ и „Раи“. Исте године је снимила и филм „Живот са Бранком Блек Роуз“и имала улогу „смерне жене“ у филму „Звезде љубави“.
Године 2002. објавила је збирку песама „Валови живота“, која међутим није нашла место у књижарама, а следеће, 2003. године, водила је ауторску емисију „Аполонија Афродита“ на телевизијској станици „Св. Ђорђе“ у Инђији.
Године 2004. је основала модну линију „Бај блек колекшн“ (колекција „Купујте црно“). 2005. године је отворила Сајам еротике у Београду, на који је проглашена за прву даму српске еротике.
Године 2006. јој је додељен „Оскар за краљицу српског стриптиза“ да би исте године отворила три стриптиз клуба под називом „Мулен руж“ у Београду. И 2006. године је отворила Сајам еротике у Београду.
Године 2010. издала је своју другу књигу под називом „У раскораку са временом“, а сав приход је дала за децу у Звечанској. Власница је неколико стриптиз клуба.